# Tobias Matthay
Tobias Matthay (anglès: Tobias Augustus Matthay)  (Londres, 19 de febrer de 1858 - Haslemere, 15 de desembre de 1945) fou un pianista, compositor i pedagog anglès.
Matthay va néixer a Clapham, Surrey, el 1858 de pares que havien vingut del nord d'Alemanya i que finalment es van naturalitzar en súbdits britànics. Va ingressar a la Reial Acadèmia de Música de Londres el 1871 i vuit mesos més tard va rebre la primera beca donada per honorar el títol de cavaller del seu director, Sir William Sterndale Bennett. A l'Acadèmia, Matthay va estudiar composició amb Sir William Sterndale Bennett i Arthur Sullivan, i piano amb William Dorrell i Walter Macfarren. Va servir com a sub-professor allà des de 1876 fins a 1880, i es va convertir en professor ajudant de pianoforte el 1880, abans de ser ascendit a professor el 1884. Amb Frederick Corder i John Blackwood McEwen, va cofundar la Society of British Composers el 1905. Matthay va romandre a la RAM fins al 1925, quan es va veure obligat a dimitir perquè McEwen, el seu antic alumne que aleshores era director de l'Acadèmia, va atacar públicament el seu sistema d'ensenyament.
El 1903, després de més d'una dècada d'observació, anàlisi i experimentació, va publicar The Act of Touch, un volum enciclopèdic que va influir en la pedagogia del piano arreu del món de parla anglesa. Aviat molts estudiants van buscar les seves idees que dos anys més tard va obrir l'escola Tobias Matthay Pianoforte, primer a Oxford Street, després el 1909 es va traslladar a Wimpole Street, on va romandre durant els següents 30 anys. Entre els professors hi havia la seva germana Dora. Aviat es va fer conegut pels seus principis d'ensenyament que destacaven el toc adequat del piano i l'anàlisi dels moviments dels braços. Va escriure diversos llibres addicionals sobre tècnica del piano que li van portar un reconeixement internacional, i el 1912 va publicar Musical Interpretation, un llibre àmpliament llegit que analitzava els principis de la música eficaç.
Molts dels seus alumnes van definir aquesta escola de pianistes anglesos del segle xx, com York Bowen, Myra Hess, Clifford Curzon, Harold Craxton, Moura Lympany, Gertrude Peppercorn, Irene Scharrer, Lilias Mackinnon, Guy Jonson, Vivian Langrish, Hope Squire, Eileen Joyce, la pianista "sincopada" del jazz Raie Da Costa, Harriet Cohen, Dorothy Howell i el duo Bartlett i Robertson. Va ensenyar a molts nord-americans, inclosos Ray Lev, Eunice Norton i Lytle Powell, i també va ser professor del pianista canadenc Harry Dean, del compositor anglès Arnold Bax i del director d'orquestra anglès Ernest Read. El 1920, Hilda Hester Collens, que havia estudiat amb Matthay entre 1910 i 1914, va fundar una universitat de música a Manchester anomenada Matthay School of Music en honor seu. Més tard va ser rebatejada com a Northern School of Music, una institució predecessora del Royal Northern College of Music.
La seva dona Jessie, de soltera Kennedy, amb qui es va casar el 1893, va escriure una biografia del seu marit, publicada pòstumament el 1945.[8] Era germana de Marjory Kennedy-Fraser. Va néixer el 1869 i va morir el 1937. Tobias Matthay va morir a la seva casa de camp, High Marley, prop d'Haslemere el 1945, als 87 anys.